# Laroche-Saint-Cydroine
Laroche-Saint-Cydroine település Franciaországban, Yonne megyében. Lakosainak száma 1209 fő (2022. január 1.). Laroche-Saint-Cydroine Brion, Charmoy, Champlay, Épineau-les-Voves, Joigny, Looze és Migennes községekkel határos.

## Népesség
A település népességének változása:
| Lakosok száma | 1266 | 1249 | 1281 | 1252 | 1257 | 1260 | 1258 | 1233 | 1209 |
|               | 2013 | 2015 | 2016 | 2017 | 2018 | 2019 | 2020 | 2021 | 2022 |